# Latrobe (Tasmania)
Latrobe – miasto w Australii, w północnej części Tasmanii.